# تیگران سوم
تیگران سوم (انگلیسی: Tigranes III؛ درگذشته ۸ پیش از میلاد) شاهزاده پادشاهی ارمنستان از دودمان آرتاشسی و پادشاه ارمنستان تحت امر روم از سال ۲۰ تا سال ۸ پیش از میلاد بود. پس از او تیگران چهارم بر تخت نشست.

## پیش‌زمینه
تیگران سوم دومین پسر آرتاوازد دوم از همسری با نام نامشخص بود. تیگران سوم یک برادر بزرگتر به نام آرتاشس دوم و یک خواهر ناشناس داشت که احتمالاً با پادشاه کاپادوکیه ازدواج کرد. تیگران سوم همنام پدربزرگ پدری‌اش و پادشاه سابق ارمنستان، تیگران دوم که تحت عنوان تیگران بزرگ نیز شناخته می‌شود بود.

## زندگی در اسارت روم
مارک آنتونی، آرتاوازد دوم را همراه با خانواده‌اش دستگیر کرده بود و آنها را به عنوان زندانی سیاسی به اسکندریه انتقال داد، جایی که آرتاوازد دوم پس از مدتی در آنجا به دستور کلئوپاترا، ملکه بطلمیوسی مصر اعدام شد. در سال ۳۴ پیش از میلاد، آرتاشس دوم فرار کرده و نزد فرهاد چهارم پادشاه اشکانی ایران گریخت و با حمایت‌های او توانست به ارمنستان حمله کند و سرانجام بر تخت سلطنت نشست.

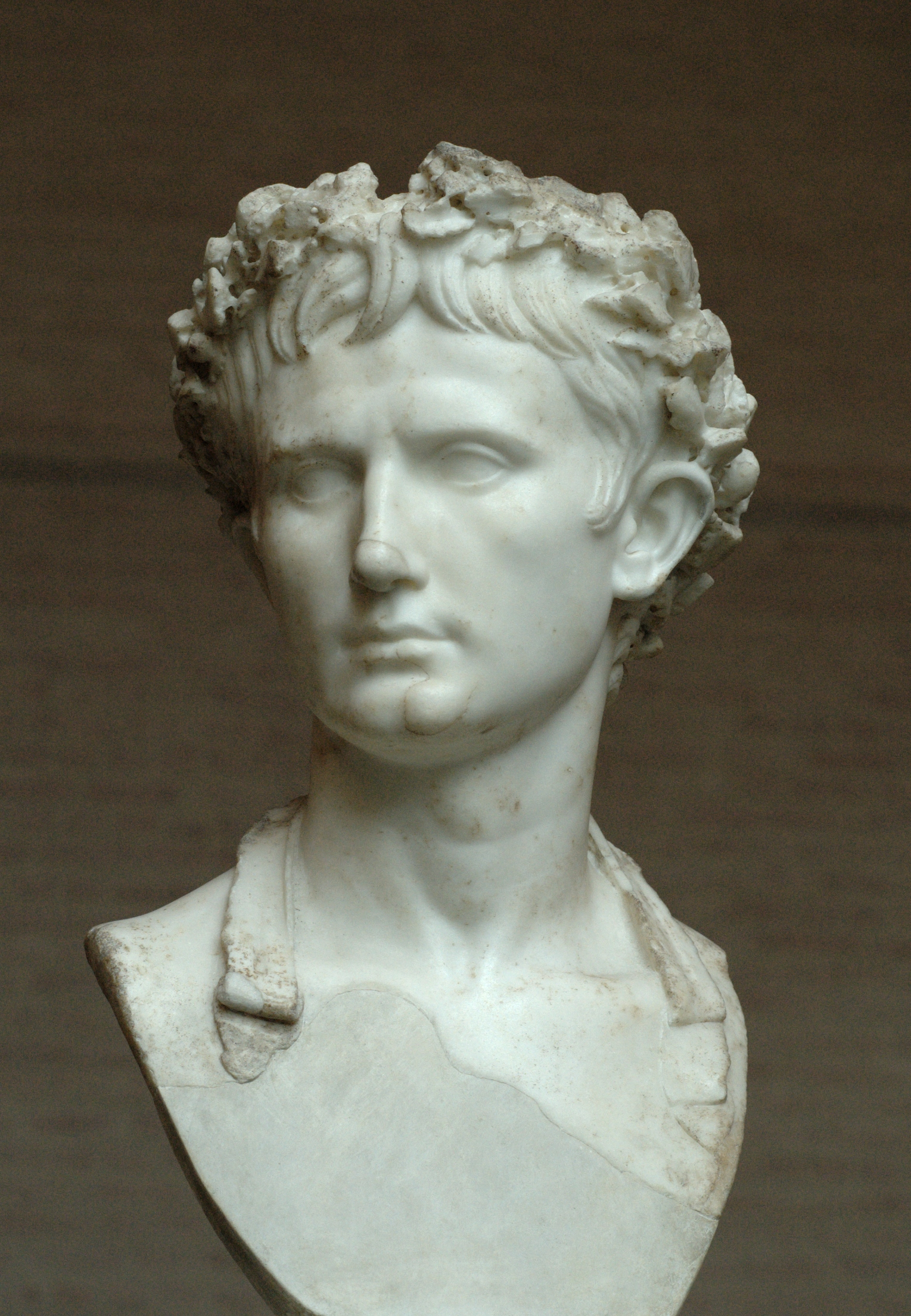
نیم‌تنه‌ای از آگوستوس

مدتی پس از نبرد آکتیوم در سپتامبر ۳۱ پیش از میلاد، آگوستوس (امپراتور آینده روم) به مصر حمله کرد و در ۳۰ پیش از میلاد که آن کشور را به جمهوری روم ضمیمه کرد، تیگران سوم نیز از اسکندریه به روم منتقل شد. تیگران در رم در تبعید سیاسی زندگی می‌کرد و در آنجا تحصیل کرد. در سال ۲۰ پیش از میلاد و پس از ۱۰ سال زندگی در رم، آرتاشس دوم در ارمنستان ثابت کرد که در میان مردم خود یک رهبر منفور است.
از آنجایی که ارامنه ایمان خود را به پادشاه خود از دست داده بودند، فرستادگانی را نزد آگوستوس فرستادند و از او خواستند تا آرتاشس دوم را از تاج و تخت برکنار کند و  تیگران را به عنوان جانشین او منصوب کند. آگوستوس نیز با درخواست ارامنه موافقت کرد. آگوستوس پسر ناتنی خود تیبریوس را نیز با لشکری بزرگ به همراه تیگران سوم برای خلع آرتاوازد دوم فرستاد اما قبل از ورود تیبریوس و تیگران به ارمنستان، گروهی در داخل کاخ موفق شدند آرتاشس دوم را به قتل برسانند.

## پادشاهی و مرگ
تیگران سوم به مدت ۱۲ سال به عنوان پادشاه ارمنستان سلطنت کرد و در سال ۸ پیش از میلاد درگذشت. اگرچه او مدت نسبتاً زیادی سلطنت کرد، اما اطلاعات اندکی در مورد دوران سلطنت او وجود دارد. دوران سلطنت او صلح و ثبات را برای ارمنستان به ارمغان آورد و در آن روابط صلح آمیز میان روم و ارمنستان حفظ شد.